# Skalnica (roślina)

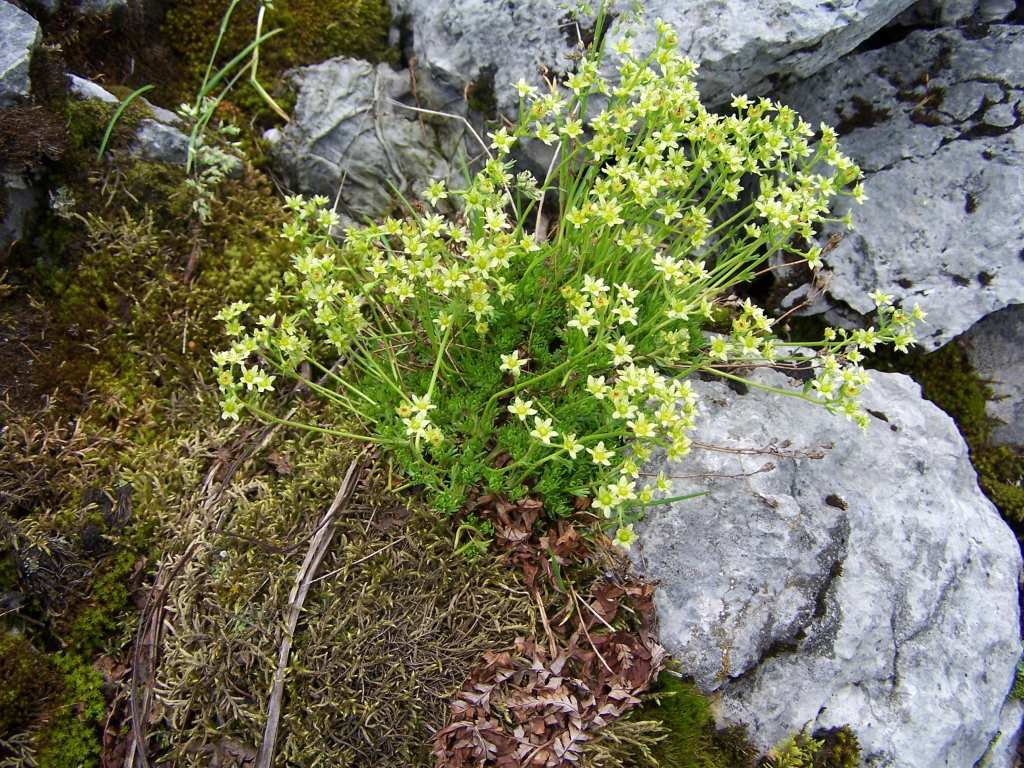
Skalnica darniowa

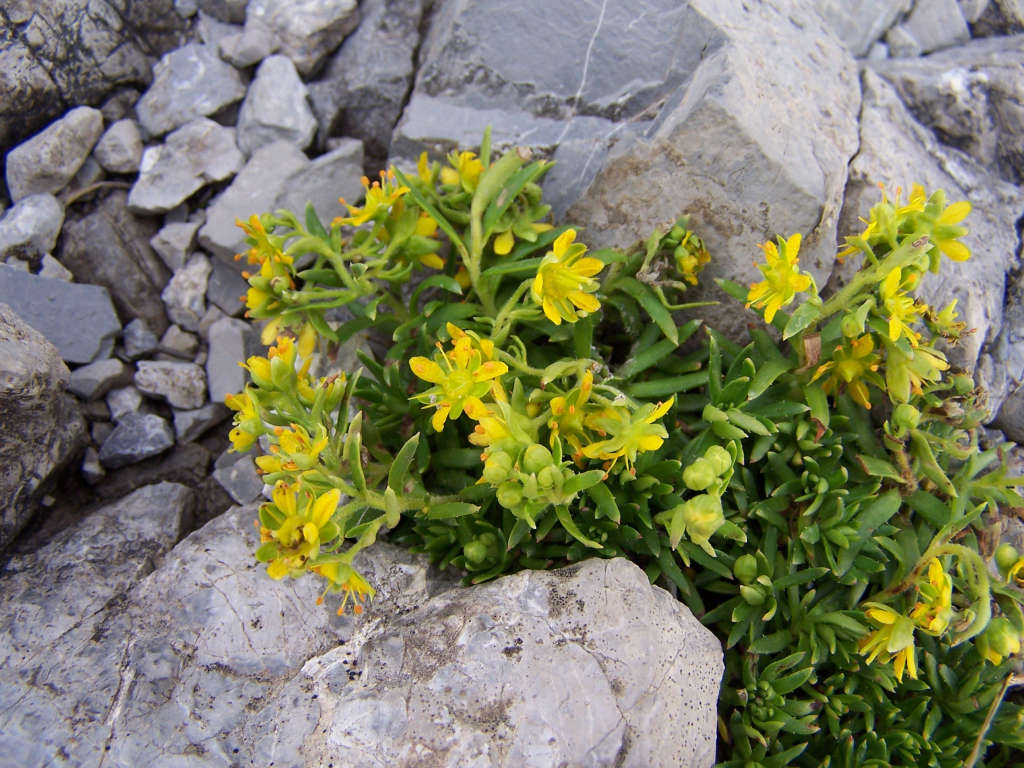
Skalnica nakrapiana

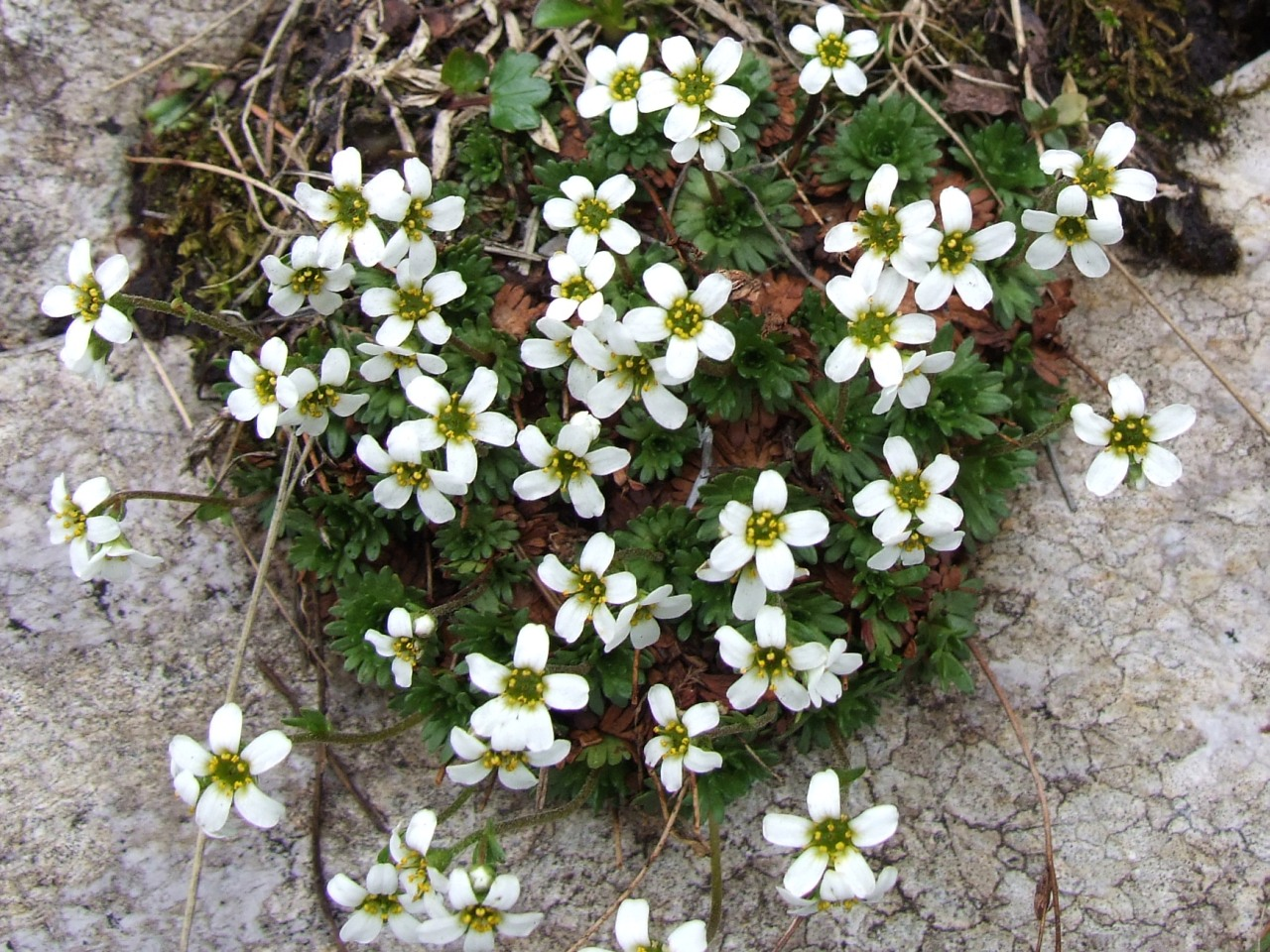
Skalnica tatrzańska

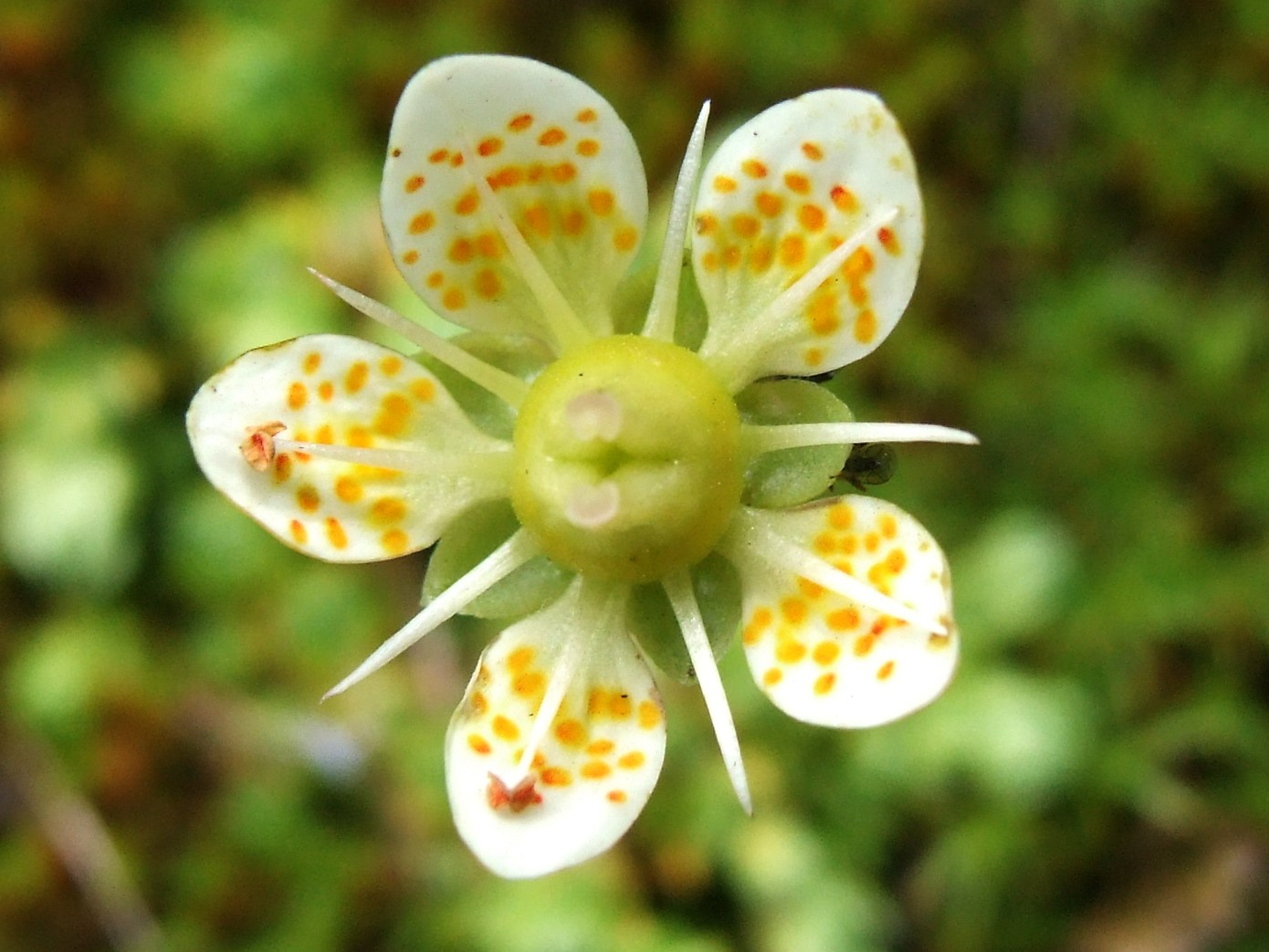
Kwiat skalnicy mchowatej

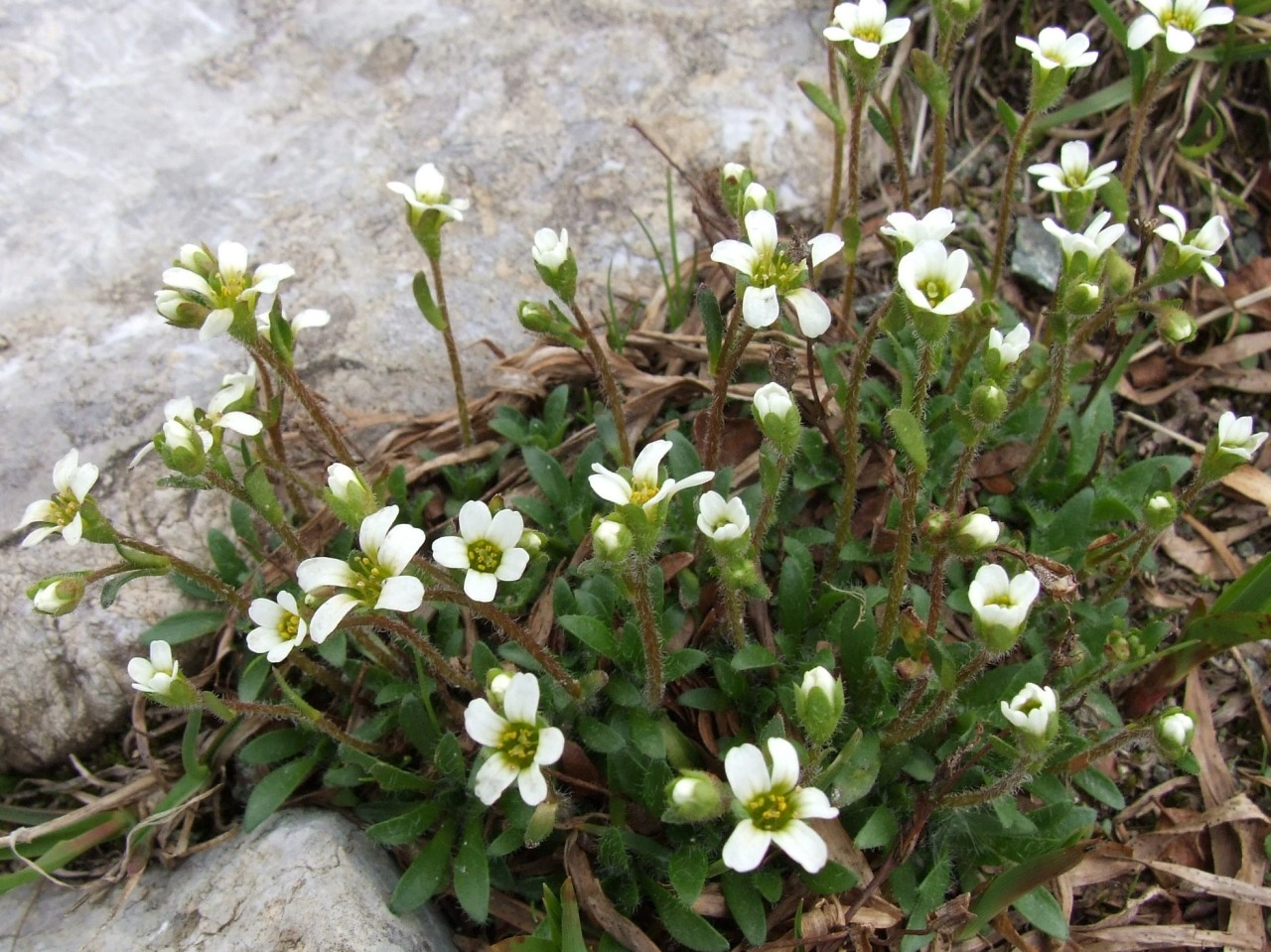
Skalnica naradkowata

Skalnica (Saxifraga L.) – rodzaj roślin z rodziny skalnicowatych (Saxifragaceae). Obejmuje ok. 470 gatunków, i to po wyłączeniu tradycyjnie włączanych tu ok. 80 gatunków z rodzaju Micranthes. Rosną one głównie na półkuli północnej – w Europie, Azji i Ameryce Północnej. Na południu zasięg rodzaju sięga do Tajlandii w Azji, Etiopii w Afryce oraz obejmuje Kordyliery i Andy na obu kontynentach amerykańskich, gdzie na południu obejmuje też Ziemię Ognistą. Najwięcej gatunków występuje w górach w zbiorowiskach trawiastych oraz na skalistych zboczach. W Polsce rośnie 16 gatunków rodzimych z tego rodzaju (plus ew. dwa z rodzaju Micranthes dawniej włączane do Saxifraga).
Wiele gatunków uprawianych jest jako rośliny ozdobne. Dawniej sądzono, że rośliny z tego rodzaju rosnąc na skałach, powodują ich rozłupywanie, stąd nazwa naukowa od łacińskich słów saxum = skała i frango = kruszyć. To samo przekonanie było powodem stosowania tych roślin do leczenia kamicy nerkowej (co wynikało z doktryny sygnatur – wierzenia, że kształt lub siedlisko rośliny jest wskazówką jej zastosowania).

## Morfologia
PokrójDrobne lub niewielkie, osiągające zwykle do 30 cm wysokości byliny (rzadko do 100 cm), często tworzące gęste darnie, rośliny kłączowe, nierzadko z rozłogami, rzadko rośliny dwuletnie (S. adscendens) i jednoroczne (S. tridactylites). Nagie lub owłosione, czasem gruczołowato.
LiścieSkrętoległe, odziomkowe i łodygowe, te pierwsze często skupione w rozetach przyziemnych i skórzaste, liście łodygowe zwykle zredukowane, ogonkowe lub siedzące, bez przylistków. Blaszka nerkowata, okrągła, jajowata, łopatkowata, eliptyczna, równowąska, całobrzega, ząbkowana, piłkowana lub klapowana, z użyłkowaniem liścia pierzastym lub dłoniastym.
KwiatyObupłciowe, rzadko jednopłciowe, na szypułkach, zebrane w luźne grona, wierzchotki lub wiechy wierzchotkowe, często wsparte przysadkami. Kielich i korona 5–krotne, działki i płatki wolne, czasem tych drugich brak. Jeśli płatki są obecne mają kolor biały, kremowy, pomarańczowy, różowy, czerwony lub fioletowy i często są żółto, pomarańczowo lub czerwono kropkowane. W kwiatach 10, rzadko 8 pręcików, o nitkach cienkich lub spłaszczonych. Zalążnia dolna do górnej, z dwóch owocolistków, każdy z własną szyjką słupka.
OwoceWielonasienne torebki zwieńczone dwoma, rzadziej trzema dzióbkami, otwierające się dwiema klapami. Nasiona zwykle bardzo drobne, brązowe, eliptyczne lub jajowate, gładkie, rzadziej ze zgrubieniami lub brodawkowane, ale nigdy nie żeberkowane.
Rodzaje podobneMimo odległego pokrewieństwa i istotnych różnic dotyczących cech budowy mikroskopowej (pyłku, zarodków i nasion) bardzo podobne pod względem budowy makroskopowej są rośliny z rodzaju Micranthes. Różnią się liśćmi z reguły tylko odziomkowymi (jeśli są u nich łodygowe to skupione tylko w dolnej części łodygi) oraz żebrowanymi nasionami.

## Systematyka
Rodzaj jest typowym dla rodziny skalnicowatych Saxifragaceae. W tradycyjnym, szerokim ujęciu rodzaj jest taksonem polifiletycznym – obejmuje dwie grupy gatunków, które mimo morfologicznych podobieństw są odlegle spokrewnione w obrębie rodziny. Około 80 gatunków zagnieżdżonych jest w tzw. kladzie Heucheroides. Rośliny te wyodrębniane są współcześnie w rodzaj  Micranthes, siostrzany względem pary rodzajów śledziennica Chrysosplenium i peltobojkinia Peltoboykinia, bliżej spokrewniony z większością rodzajów rodziny niż z resztą gatunków, z którymi tradycyjnie był łączony, tworzących wąsko ujmowany rodzaj Saxifraga w obrębie monotypowego kladu Saxifragoides. 
Gatunki flory Polski
Pierwsza nazwa naukowa według listy krajowej, druga – obowiązująca według bazy taksonomicznej Plants of the World online (jeśli jest inna)
- skalnica darniowa Saxifraga moschata Wulffen
- skalnica dwuletnia Saxifraga adscendens L.
- skalnica cienista Saxifraga umbrosa L. – antropofit zadomowiony
- skalnica gronkowa Saxifraga paniculata Mill.
- skalnica jastrzębcowata Saxifraga hieracifolia Waldst. & Kit. ≡ Micranthes hieraciifolia (Waldst. & Kit. ex Willd.) Haw.
- skalnica karpacka Saxifraga carpatica Rchb.
- skalnica mchowata Saxifraga bryoides L.
- skalnica nakrapiana Saxifraga aizoides L.
- skalnica naprzeciwlistna Saxifraga oppositifolia L.
- skalnica naradkowata Saxifraga androsacea L.
- skalnica odgiętolistna Saxifraga retusa Gouan
- skalnica seledynowa Saxifraga caesia L.
- skalnica śnieżna Saxifraga nivalis L. ≡ Micranthes nivalis (L.) Small
- skalnica tatrzańska Saxifraga wahlenbergii Ball
- skalnica torfowiskowa Saxifraga hirculus L.
- skalnica trójpalczasta Saxifraga tridactylites L.
- skalnica ziarenkowata Saxifraga granulata L.
- skalnica zwisła Saxifraga cernua L.
- skalnica zwodnicza Saxifraga sponhemica C.C. Gmel. ≡ Saxifraga rosacea subsp. sponhemica (C.C.Gmel.) D.A.Webb

Lista gatunków

## Zastosowanie
Wiele gatunków to rośliny uprawiane jako rośliny ozdobne w licznych odmianach uprawnych. W obrębie rodzaju wyhodowano także liczne mieszańce międzygatunkowe. 
Gatunki uprawiane
- Saxifraga × andrewsii Harv. – skalnica Andrewsa
- Saxifraga androsacea L. – skalnica naradkowata
- Saxifraga aphylla Sternb. – skalnica bezlistna
- Saxifraga × apiculata Engl. – skalnica poduszkowa
- Saxifraga × arendsii Engl. – skalnica Arendsa
- Saxifraga aspera L. – skalnica szorstka
- Saxifraga × borisii Kellerer ex Sünd. – skalnica Borysa
- Saxifraga × boydilacina Horný, Soják & Webr – skalnica jednokwiatowa
- Saxifraga bronchialis L. – skalnica nerkowata
- Saxifraga bryoides L. – skalnica mchowata
- Saxifraga × burnatii Sünd. – skalnica Burnata
- Saxifraga burseriana L. – skalnica Bursera
- Saxifraga caesia L. – skalnica seledynowa
- Saxifraga callosa Sm. – skalnica języczkowata
- Saxifraga cebennensis Rouy & E.G.Camus – skalnica seweńska
- Saxifraga cernua L. – skalnica zwisła
- Saxifraga cespitosa L. – skalnica rozesłana
- Saxifraga × churchillii Huter – skalnica Churchilla
- Saxifraga cochlearis Rchb. – skalnica łyżkolistna
- Saxifraga cortusifolia Siebold & Zucc. – skalnica zarzyczkolistna
- Saxifraga cotyledon L. – skalnica zagłębiona
- Saxifraga crustata Vest – skalnica inkrustowana
- Saxifraga cuneata Willd. – skalnica klinowata
- Saxifraga cuneifolia L. – skalnica klinolistna
- Saxifraga cymbalaria L. – skalnica bluszczykolistna
- Saxifraga diversifolia Wall. ex Ser. – skalnica różnolistna
- Saxifraga × elisabethiae Sünd. – skalnica Elżbiety
- Saxifraga × eudoxiana Kellerer ex Sünd. – skalnica Eudoksji
- Saxifraga federici-augusti Biasol. – skalnica Fryderyka-Augusta
- Saxifraga ferdinandi-coburgi Kellerer & Sünd. – skalnica książęca
- Saxifraga fortunei Hook. – skalnica Fortune'a
- Saxifraga geranioides L. – skalnica bodziszkowata
- Saxifraga × geum L. – skalnica kuklikowata
- Saxifraga × hardingii Horný, Soják & Webr – skalnica Hardinga
- Saxifraga hirsuta L. – skalnica szorstkowłosa
- Saxifraga × hornibrookii Horný, Soják & Webr – skalnica Hornibroka
- Saxifraga hostii Tausch – skalnica Hosta
- Saxifraga hypnoides L. – skalnica rokietowa
- Saxifraga × irvingii A.S.Thomps. – skalnica Irvinga
- Saxifraga juniperifolia Adams – skalnica jałowcowata
- Saxifraga lilacina Duthie – skalnica liliowa
- Saxifraga longifolia Lapeyr. – skalnica długolistna
- Saxifraga luteoviridis Schott & Kotschy – skalnica żółtozielona
- Saxifraga × macnabiana R.Linds. – skalnica McNaba
- Saxifraga marginata Sternb. – skalnica obrzeżona
- Saxifraga × megaseiflora A.S.Thomps. – skalnica wielkokwiatowa
- Saxifraga moschata Wulfen – skalnica darniowa
- Saxifraga muscoides All. – skalnica mchowa
- Saxifraga mutata L. – skalnica zmienna
- Saxifraga nevadensis Boiss. – skalnica newadzka
- Saxifraga oppositifolia L. – skalnica naprzeciwlistna
- Saxifraga paniculata Mill. – skalnica gronkowa
- Saxifraga × pauliniae Sünd. – skalnica Pauliny
- Saxifraga poluniniana Harry Sm. – skalnica Polunina
- Saxifraga retusa Gouan – skalnica odgiętolistna
- Saxifraga rosacea Moench – skalnica różowa
- Saxifraga rotundifolia L. – skalnica okrągłolistna
- Saxifraga sancta Griseb. – skalnica uświęcona
- Saxifraga scardica Griseb. – skalnica skardyjska
- Saxifraga sempervivum K.Koch – skalnica rojnikowata
- Saxifraga stolonifera Curtis – skalnica rozłogowa
- Saxifraga stribrnyi (Velen.) Podp. – skalnica Stribrnego
- Saxifraga taygetea Boiss. & Heldr. – skalnica bałkańska
- Saxifraga tenella Wulfen – skalnica delikatna
- Saxifraga trifurcata Schrad. – skalnica trójdzielna
- Saxifraga × urbium D.A.Webb – skalnica cieniolubna